# IC 366
IC 366 — галактика типу E (еліптична галактика) у сузір'ї Телець.
Цей об'єкт міститься в оригінальній редакції індексного каталогу.